# Les Baux-Sainte-Croix
Baux-Sainte-Croix – miejscowość i gmina we Francji, w regionie Normandia, w departamencie Eure.
Według danych na rok 1990 gminę zamieszkiwało 1097 osób, a gęstość zaludnienia wynosiła 64 osoby/km² (wśród 1421 gmin Górnej Normandii Baux-Sainte-Croix plasuje się na 206. miejscu pod względem liczby ludności, natomiast pod względem powierzchni na miejscu 92.).